# 白川ゆず
白川 ゆず（しらかわ ゆず、2000年7月7日 - ）は、日本のAV女優。

## 来歴・人物
群馬県出身。
2019年12月26日に19歳でデビューした。
胸のサイズはDカップ、身長は148cm。
AVデビューのきっかけは高校生の時に所属していた吹奏楽部での負担から自慰をするようになり、気持ち良かったから。初体験は高校2年生、17歳の時で当時付き合っていた彼氏と行った。
趣味は猫カフェ巡り。特技はUFOキャッチャー。好きな食べ物はアイスでコンビニの新商品が出たら食べる。好きな色は白。
2021年2月発売作品をもってSOD専属を卒業。企画単体女優へと転向する。

## 映像作品

### アダルトビデオ
| 作品名 | 発売日   | 発売元                   | 備考       |
| 2019年 | 2019年   | 2019年                   | 2019年     |
| --- | -------- | ------------------------ | ---------- |
| 白川ゆず 18歳 AV DEBUT | 12月26日 | SODクリエイト            | デビュー作 |
| 2020年 |          |                          |            |
| 寝ている隙にコッソリと・・・ 白川ゆず(18)                                                                                         | 1月6日   | SODクリエイト            |            |
| 18歳の性感開発4本番 初・体・験 3時間 白川ゆず                                                                                     | 1月23日  | SODクリエイト            |            |
| 恥汁まみれ 唾液・汗・潮・ヨダレだくだく敏感イキまくりエビ反りFUCK 白川ゆず                                                        | 2月20日  | SODクリエイト            |            |
| 超高級新人ソープ嬢 白川ゆず | 3月26日  | SODクリエイト            |            |
| 生意気な幼馴染と二人きり同棲性活 白川ゆず                                                                                         | 4月23日  | SODクリエイト            |            |
| 誰にもバレないように校内でこっそりハメられちゃう押しに弱い制服美少女 白川ゆず                                                     | 5月21日  | SODクリエイト            |            |
| ねぇまだ大きいねっ♪ 射精したての敏感チ○ポを萎える間もなく連射フェラチオ 白川ゆず                                                  | 6月16日  | SODクリエイト            |            |
| ヌキヌキソープランドぎっしり4時間11名10SEX                                                                                        | 6月25日  | SODクリエイト            |            |
| レーベルの垣根を超えた歴代専属女優21人 レロレロ舌が溶けちゃうベチョベチョ唾液引っ掻き回しチュッチュおかわり無限ベロチュー性交SP！ | 7月23日  | SODクリエイト            |            |
| 熟睡女子 6名4時間夜這いハメ撮り Vol.01                                                                                            | 7月23日  | SODクリエイト            |            |
| SOD超豪華女優57人 イキ顔とピストンを同時鑑賞 ヌキどころ完全網羅 正常位CLIMAX 8時間BEST                                            | 9月24日  | SODクリエイト            |            |
| 汗ダクダク涎ダラダラ潮吹きビチャビチャ全マシ大噴出キメセクスペシャル！！ 白川ゆず                                                 | 9月24日  | SODクリエイト            |            |
| 白川ゆず バズりが欲しくてベロチュウ性交のエロバカ動画を上げまくるハイテンション女子校生                                           | 10月22日 | SODクリエイト            |            |
| セックス直後のイキまくり女優に発射から約5秒以内に咥えさせるお掃除フェラSP                                                         | 10月22日 | SODクリエイト            |            |
| 生まれたての子鹿の如く崩れ落とす1日中超ピストン性交 白川ゆず                                                                      | 12月24日 | SODクリエイト            |            |
| 2021年 |          |                          |            |
| 出張先の温泉旅館で部下の新卒OLとまさかの相部屋 小悪魔女子の誘惑 逆NTR                                                             | 1月21日  | SODクリエイト            |            |
| 148cmの小柄な美少女がデカチンでイキ狂う！ 限界イカセ 何回イっても止まらない巨根超絶激ピストン 白川ゆず                            | 2月25日  | SODクリエイト            |            |
| 白川ゆずの凄テクを我慢できれば生★中出しSEX！                                                                                      | 4月1日   | ワンズファクトリー       |            |
| 「えっ！今、中に出したでしょ？」早漏をゴマかす暴発後の延長ピストンで抜かずの追撃中出し！！                                        | 5月1日   | ワンズファクトリー       |            |
| 嫌いな義父に夜●いされて… | 6月1日   | ワンズファクトリー       |            |
| 新任女教師着任前健康診断～白川ゆず先生編～                                                                                        | 8月25日  | サディヴィレナウ！       |            |
| 素人セーラー服生中出し（改）愛しのセーラー服生中出し コロ夏休みfuckYou 148センチの小悪魔のSの字のイきっぷりがエンジェルすぎる件   | 9月1日   | プラム                   |            |
| いもうとケータリングサービス 148cm美白美肌ミニマムシスターゆず                                                                    | 9月4日   | 桃太郎映像出版           |            |
| 美人女将の超絶ベロキス全身リップと中出しセックス付きGo To 温泉宿泊プラン                                                          | 9月7日   | 桃太郎映像出版           |            |
| 無邪気なパンチラ誘惑から即フル勃起射精！小悪魔ロリ3姉妹！                                                                         | 9月7日   | MARRION                  |            |
| 羞恥！青少年男女混合全裸体力測定2021                                                                                              | 9月23日  | サディスティックビレッジ |            |
| 優等生調教 卑猥な夏休み校内妊娠合宿                                                                                               | 10月7日  | グローリークエスト       |            |
| 素人ナンパ うぶな女子大生が生まれて初めての女性向け風俗体験 3                                                                     | 10月7日  | アイエナジー             |            |
| 僕が先に好きだったのに…お釣り渡す時に手をぎゅっと握ってくれるコンビニ店員の子が、誰とでもセックスしたがるビッチ便器になっていた   | 10月19日 | かぐや姫Pt/妄想族        |            |
| おしゃぶり予備校78 | 11月1日  | FS.KnightsVisual         |            |
| 美女と唾液と潮とセックス | 11月2日  | S-Cute                   |            |
| 最高美少女～どんな要望も引き受けてくれるドフェチなオナニーレシピ提供人材派遣～                                                    | 11月23日 | SEX Agent/妄想族         |            |

2022年
- 飲まされた媚薬が効きすぎて膣分泌液が止まらずオムツをパンパンにして恥ずかしがる姪っ子 白川ゆず（2月10日、電脳ラスプーチン）
- 童貞卒業は初めて出来た彼女相手にしたかったのに!童貞の兄が大好きな変態ブラコンの妹は、兄に初めて彼女が出来た事に嫉妬し、焦る!「お兄ちゃんの童貞は私のもの!」（2月23日、アイエナジー）
- 親に内緒で義妹と付き合っています。白川ゆず  横宮七海  （4月7日、アイエナジー）

2024年
- カメラの前でおしっこする女 5（11月26日、グローリークエスト）

### VR
- 可愛すぎる小悪魔彼女 白川ゆず 初VR 顔舐め耳舐め乳首舐めキスしながらボクを何度も何度もイカせてくれるスケベな美少女と超絶いちゃラブSEX（2020年4月16日、SODクリエイト）
- SS級激カワピンク乳首のリアル10代とハメ倒し ゆず（18）（2020年6月11日、SODクリエイト）
- おうちデートVR 今日も最高に可愛いエッチな彼女と二人っきりでイチャらぶSEXヤリまくり！ 甘え上手な愛おしい美少女厳選9人！（2020年7月9日、SODクリエイト）

### イメージビデオ
- Yuzu Fresh flash・白川ゆず（2020年7月2日、REbecca）

## 出演

### ウェブテレビ
- ロンドンハーツABEMA特別編（2022年5月31日、ABEMA）アンケート協力[6]